# Leopoldine von Morawetz-Dierkes

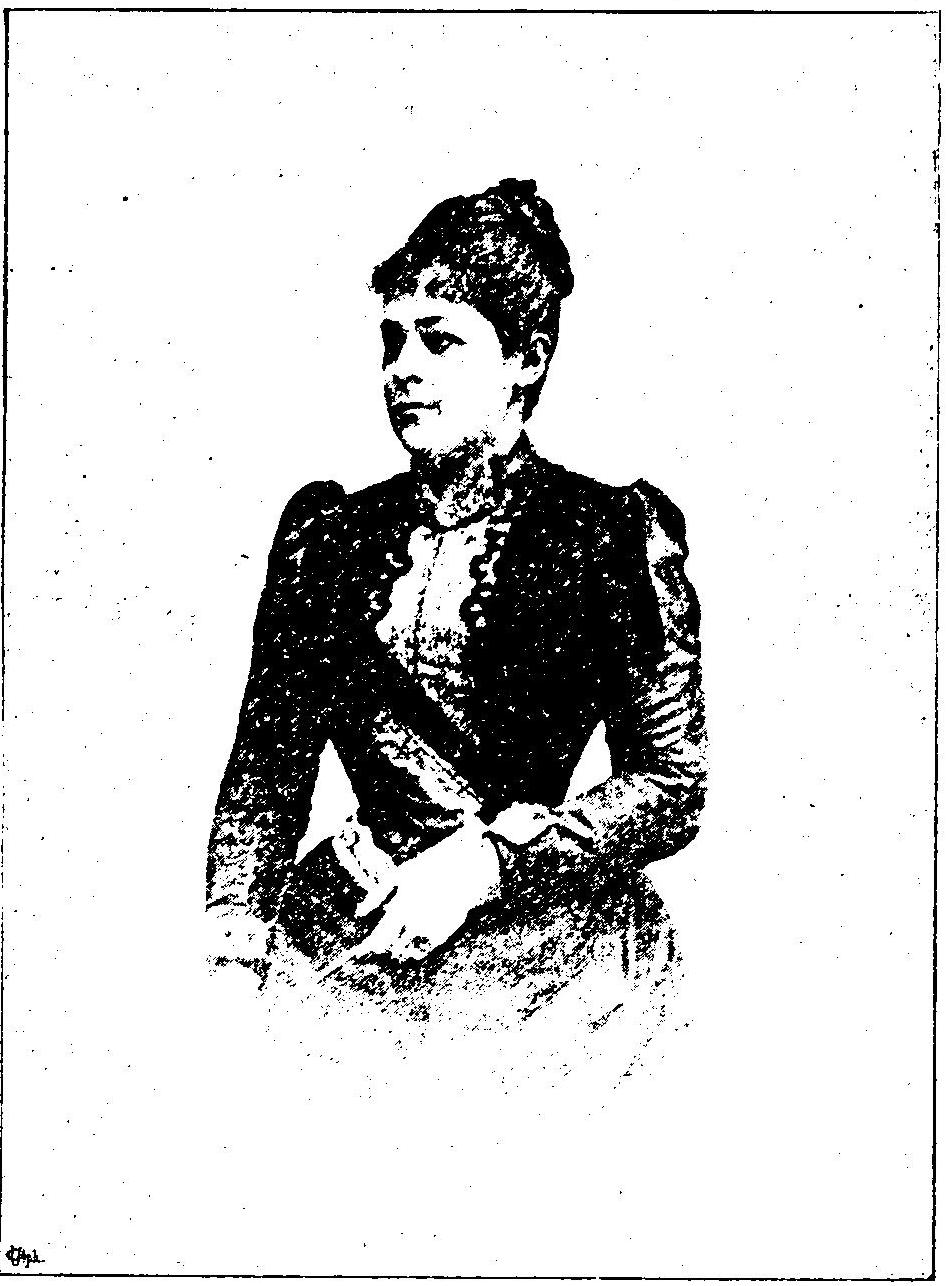
Leopoldine von Morawetz-Dierkes (um 1899)

Leopoldine von Morawetz-Dierkes, Pseudonym Leo von Dierkes (* 22. April 1857 als Leopoldine Edle von Dierkes in Krems; † 30. Jänner 1933 in Wien) war eine österreichisch-tschechoslowakische Schriftstellerin und Reisende.

## Leben
Morawetz-Dierkes stammte aus einer Militärfamilie, ihr Vater Gustav Ritter von Dierkes († 1877) war zuletzt Geniechef beim Militärkommando in Zadar. Sie wurde an der Lehrerinnenbildungsanstalt Innsbruck und 1876/77 am Wiener Konservatorium (Klavier) ausgebildet.
1877 heiratete sie Rittmeister Karl Christian Emanuel Morawetz (von Moranow) (1842–1928), von dem sie sich 1885 scheiden ließ. Nach der Scheidung unternahm sie mehrere Reisen nach Skandinavien und im Mittelmeerraum (Griechenland, Kreta, Tunesien, Malta, Sizilien, Sardinien, Korsika). Reisebeschreibungen erschienen in mehreren Wiener Blättern, sie hielt zudem eine Reihe von Lichtbildvorträgen in Wien und Deutschland. Im November 1897 hielt sie als erste Frau einen Vortrag in der Geographischen Gesellschaft in Wien.
Nach zeitgenössischen Angaben verfasste sie auch mehrere Bühnenstücke, die weder aufgeführt noch gedruckt wurden.